# Amata polyxio
Amata polyxio är en fjärilsart som beskrevs av Fawcett 1917. Amata polyxio ingår i släktet Amata och familjen björnspinnare. Inga underarter finns listade i Catalogue of Life.